# Johannes Jacobus Nicolaas Cramer
Johannes Jacobus Nicolaas Cramer ('s-Gravenhage, 6 augustus 1886 - Arnhem, 8 mei 1941) was een Nederlands officier die in 1914 aanving met zijn militaire loopbaan. Hij vocht in Tweede Wereldoorlog bij Katwijk als reserve-majoor der Infanterie tegen de Duitsers. In de voordracht aan het Kapittel van de Militaire Willems-Orde wordt vermeld dat hij "...zich in den strijd door het bedrijven van uitstekende daden van moed, beleid en trouw heeft onderscheiden door op 10 Mei 1940 de brug over den Ouden Rijn te Katwijk aan den Rijn en het daartegenoverliggende huis met eenige soldaten onder zijn persoonlijke leiding te bestormen en te nemen.
Het huis was bezet door Duitsche militairen, welke daarin een mitrailleursnest hadden ingericht, dat de verdere doortocht van het bataljon onmogelijk maakte en tot elken prijs vernietigd moest worden". Hij had zich in de ogen van het Kapittel in de strijd onderscheiden door uitstekende daden van moed, beleid en trouw en werd bij Koninklijk Besluit No. 6 van 9 mei 1946 postuum bijgeschreven in het register als Ridder IVe klasse der Militaire Willems-Orde. Majoor Cramer ligt begraven op de Moscowa begraafplaats te Arnhem en staat bij het OGS geregistreerd als 'Slachtoffer van de oorlog', wat er op neer komt dat hij als burger is omgekomen. Hij was na zijn ontslag uit het leger deurwaarder van beroep.
Majoor Cramer droeg het Onderscheidingsteken voor Langdurige Dienst als officier met het jaartal XXV en het Mobilisatiekruis 1914-1918. 